# Barruelo de Santullán
Barruelo de Santullán é um município da Espanha na província de Palência, comunidade autónoma de Castela e Leão, de área 53,30 km² com população de 1519 habitantes (2007) e densidade populacional de 28,5 hab./km².

## Demografia
| Variação demográfica do município entre 1991 e 2004 | Variação demográfica do município entre 1991 e 2004 | Variação demográfica do município entre 1991 e 2004 | Variação demográfica do município entre 1991 e 2004 |
| --------------------------------------------------- | --------------------------------------------------- | --------------------------------------------------- | --------------------------------------------------- |
| 1991                                                | 1996                                                | 2001                                                | 2004                                                |
| 2196                                                | 2052                                                | 1641                                                | 1592                                                |